# مسجد بابری

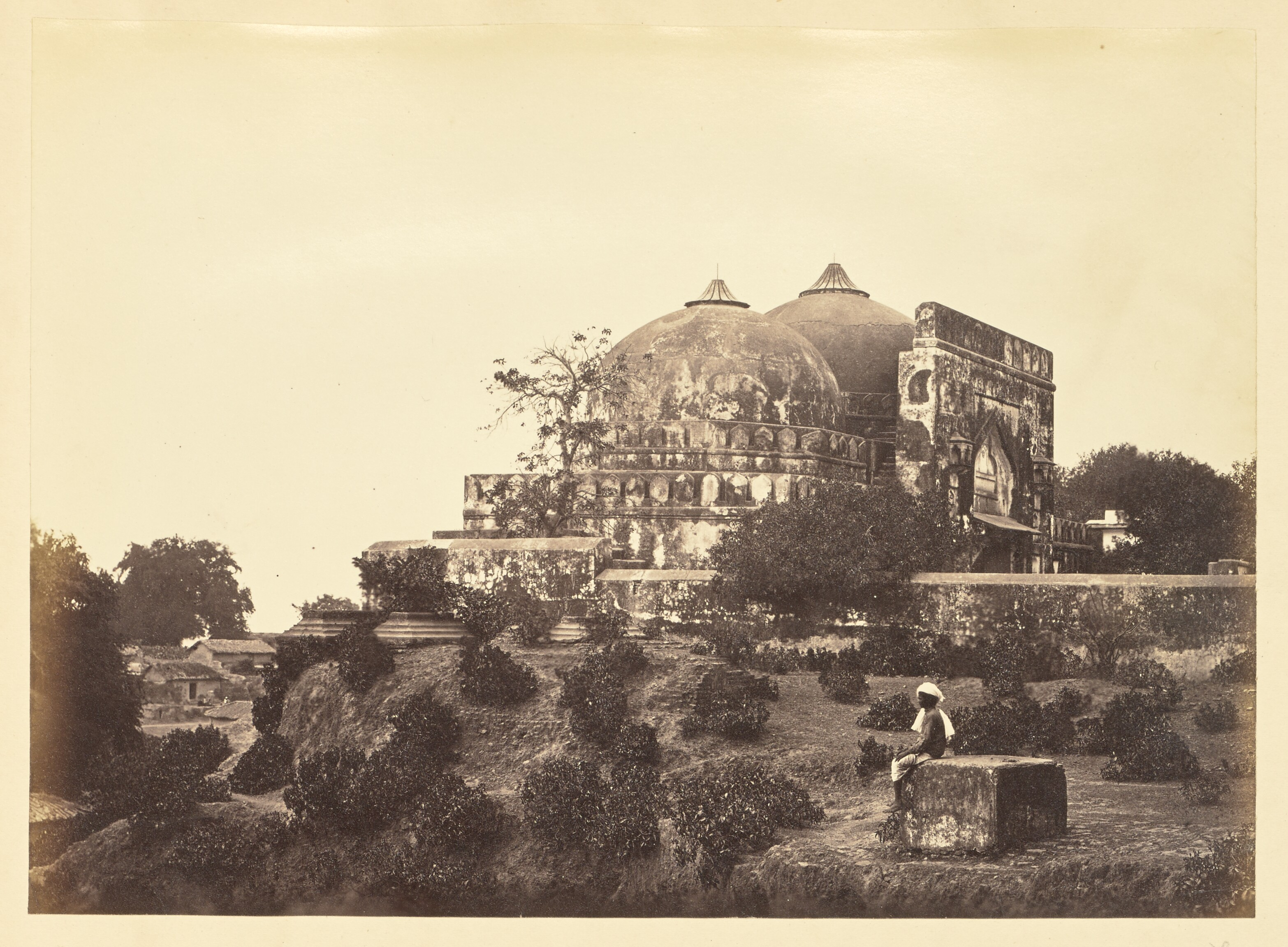
نگاره ای از مسجد پیش از تخریب

مسجد بابُری (به هندی: बाबरी मस्जिद) نام مسجدی در شهر آیودیا (آیودهیا یا آجودهیا) در بخش فیض آباد در ایالت اوتارپرادش هند در یکصد کیلومتری شرق لکنو برفراز تپه‌ای به‌نام «رام کوت» به معنی «قلعه رام» بود. این مسجد که در اوایل سده دهم هجری/ شانزدهم میلادی به دستور ظهیرالدین محمد بابُر بنا شده بود در ۱۹۹۲ م/ ۱۳۷۱ ش توسط هندوهای افراطی تخریب شد. ایشان معتقدند که مسجد در محل زادگاه خدای آن‌ها راما بنا شده بود و پیش‌تر معبدی در آن مکان قرار داشته که در زمان بابر تخریب شده است. مسجد بابری همیشه موضوع درگیری‌های خونین میان هندوها و مسلمانان بوده است. پیش از تخریب مسجد، خشونت بر سر این اختلاف هر از گاهی فوران می‌کرد و مقامات مدنی آن را با وعده ساخت معبد یا استفاده از این مسجد به عنوان محل عبادت فرومی‌نشاندند اما با تخریب مسجد بابری ناآرامی‌ها و درگیری‌های متعدد و شدیدی آغاز شد که ابعاد مذهبی، اجتماعی، سیاسی و حقوقی پیدا کرده است و تاکنون حدود ۲۰۰۰ نفر که بیشتر آنان مسلمان هستند در این درگیری‌ها جان باخته‌اند.

## پیشینه
مسجد بابری در زمان ظهیرالدین محمد بابر بنیان‌گذار امپراتوری گورکانیان هند و به دست «میرباقی اصفهانی» اولین حاکم منصوب او در این منطقه ساخته شد. بر سردر ورودی و دو طرف منبر این مسجد، کتیبه‌هایی به شعر فارسی وجود داشت که تاریخ بنای مسجد در کتیبه سردر به حساب ابجد ۹۳۵ ق و در کتیبه منبر، با عبارت «خیرباقی» سال ۹۲۳ ق ذکر شده بود.
بدستور میرباقی اصفهانی بر سر در و دو طرف مسجد بابری نوشته‌هایی به فارسی حک کردند که امروزه اثری از آن نمانده به صورت زیر:
1. بنام آنکه دانا هست اکبر---- که خالق جمله عالم لامکانی
2. درود مصطفی بعد از ستایش ---که سرور انبیاء دو جهانی
3. فسانه در جهان بابر قلندر---- که شد در دور گیتی کامرانی
4. چنان‌که مطلع کشور گرفته---- زمین را چون مبارز آسمانی
5. در آن حضرت یکی سید معظم--- که نامش میرباقی اصفهانی
6. منیر سلطنت تدبیر ملکش ---- که این مسجد حصار مهستانی
7. خدایا در جهان تابنده ماند---- که خیر و بخت و تخت زندگانی
8. در این عهد و در این تاریخ میمون ---- که نهصد پنج وسی بوده نشانی(۹۵۳ ق)

- کتیبه دو طرف منبر:

1. بمنشای بابر خدیو جهان ----بسانیکه با کاخ گردون عنان
2. بنا کرده این خانه پایدار---- امیر سعادت نشان میرخان
3. بماند همیشه چنین بانی اش ----چنان شهریار زمین و زمان

- 1. بفرموده شاه بابر که عدلش ----بنائست با کاخ گردون ملاقی

1. بنا کرده این مهبط قدسیانرا ----امیر سعادت نشان میرباقی (اصفهانی) به نقل از کتاب بابری مسجد در آیینه حقایق

گفته می‌شود میر باقی اصفهانی پس از تصرف بنایی از راهبان هندو نام آن را مسجد بابری نهاد اما تا پیش از دهه ۱۹۴۰ م این مسجد به نام «مسجد جنمستان» (هندی: मस्जिद ए जन्मस्थान، اردو: مسجد جنمستهان) به معنی «مسجد زادگاه» نامیده می‌شد که اذعان به محل تولد راما، خدای هندو بود.
اگر چه در کتاب «بابرنامه» که در واقع دفتر خاطرات امپراتور بابر است که توسط خود او نوشته شد هیچ اشاره‌ای به این مسجد نشده و صفحات مربوط به این دوره مفقود شده‌اند اما در کتاب «تاریخ بابری» که هم‌عصر آن است آمده که سربازان بابر بسیاری از معابد هندو در چاندری را تخریب کردند.
با وجود آنکه چندین مسجد دیگر در این منطقه ساخته شد اما مسجد بابری بزرگ‌ترین و مهم‌ترین مساجد ایالت اوتار پرادش بود که در این ایالت بیش از ۳۱ میلیون مسلمان زندگی می‌کنند. با این حال و با وجود بزرگی مسجد، این بنا کمتر مورد استفاده مسلمانان قرار می‌گرفت.

## درگیری‌های اولیه و مناظره آیودیا
نخستین رویداد خشونت‌آمیز برسر مسجد بابری میان مسلمانان و هندوها که ثبت شده است در سال ۱۸۵۳ م/ ۱۲۳۲ ش در دوران استعمار بریتانیا در هند شکل گرفت. در ۱۸۵۵ م/ ۱۲۳۴ ش «نویل»، افسر ارشد انگلیسی، بدون ارائه سند تاریخی، بر این ادعای هندوها صحه گذاشت که بابر معبدی را که به محل تولّد رام چَنْدَر مشهور بود را ویران کرده و بر ویرانه آن مسجدی ساخته که به نام بابر نامگذاری شد. عقیده هندوها، مبنی بر این بود که در محوطه مسجد و خارج از شبستان، سکو (چَبوتْرا) ی زادگاه رام و کمی دورتر از آن، آشپزخانه (رَسوئی) سیتا، زن رام، قرار گرفته بود.
تا سال ۱۸۵۵ م/ ۱۲۳۴ ش هندوها و مسلمانان از بخش‌های مختلف یک ساختمان استفاده می‌کردند اما در سال ۱۸۵۷/ ۱۲۳۶ ش یک حصار بیرونی مقابل مسجد قرار دادند و از ورود هندوها به حیاط داخلی ممانعت شد. تلاش‌های هندوها در سال ۱۸۸۳/ ۱۲۶۲ ش برای ساخت معبدی در محوطه خارجی این مسجد از سوی مقامات دولتی بریتانیایی مورد مخالفت قرار گرفت. هندوها با طرح شکوایه‌ای در دادگاه خواستار دسترسی به این بنا شدند. به این ترتیب بحثی دامنه‌دار با ابعاد مذهبی، اجتماعی، تاریخی و سیاسی دربارهٔ تاریخ و موقعیت مسجد بابری و این که آیا مسجد با تخریب معبد قبلی صورت گرفته یا برای ایجاد آن تغییر یافته است شکل گرفت که تا به امروز ادامه دارد و به عنوان «مناظره آیودیا» شناخته می‌شود.
در سال ۱۸۸۶ م/ ۱۲۶۵ ش درخواست دیگری برای ساخت این معبد مطرح شد که آن هم در دادگاه نافرجام ماند. این امر نخستین دور نزاع حقوقی هندوها را پایان داد.
در شورش‌های همگانی سال ۱۹۳۴ م/ ۱۳۱۳ ش دیوارهای اطراف مسجد و یکی از گنبدهای آن صدمه دید که این صدمات از سوی دولت بریتانیا بازسازی شد. سپس هیئت مرکزی اوقاف مسلمانان در ایالت اوتارپرداش این مسجد و زمینه وابسته به آن را که قبرستانی به نام گنج شهیدان بود به‌عنوان وقف ثبت کرد.
مسلمانان با مراجعه به دادگاه و اداره پلیس، گزارش واقعه‌ای را ثبت رساندند که عده‌ای از هندوهای افراطی، در ۲۲ دسامبر ۱۹۴۹ م /اول دی ۱۳۲۸ نیمه شب، بت رام را زیر گنبد میانی مسجد و روبروی محراب نصب کرده‌اند.
دادستان فیض آباد با قفل کردن در مسجد، ورود عموم را به آنجا ممنوع کرد و سپس سر وزیر ایالت، به حکم جواهر لعل نهرو، اولین نخست‌وزیر هند پس از استقلال، دستور داد که بت را از مسجد بیرون آورند. اما این مسجد برای ۳۵ سال بسته ماند. تا در اول فوریه ۱۹۸۶ م/ ۱۲ بهمن ۱۳۶۴ ش در پی حکم دادگاه فیض آباد، قفل در شکسته شد و مسجد بابری در اختیار هندوها قرار گرفت.
کمتر از دو سال بعد در ۱۹۸۷ م /۱۳۶۶ ش کمیته‌ای مرکب از سران شیعه و سنی به نام «کمیته اقدام بابری مسجد» با هدف بازپس گرفتن این مسجد، تشکیل شد. این کمیته در نخستین سالگرد اشغال مسجد، اعتصاب سراسری و راهپیمایی معترضانه مسلمانان را به این عمل که آن را غیراصولی می‌دانست سازمان داد و در سال ۱۹۸۸ م /۱۳۶۷ ش در زمان راجیو گاندی این مسئله به دادگاه عالی هند ارجاع شد و دادگاه موضوع را ملی اعلام کرد تا مایه اختلاف میان گروه‌های مذهبی نشود.
در ۱۹۹۰ م /۱۳۶۹ ش بیش از یک میلیون هندو وارد آیودیا شدند و سنگ بنای معبد رام را به دست روحانی معروف خود، در نود متری مسجد قرار دادند.
درهمین سال حزب افراطی هندو بهاراتیا جاناتا (BJP)، با به راه انداختن راهپیمایی نظر هندوها را نسبت به مسئله مسجد بابری جلب کرد که موجب درگیری‌های خونین جدیدی میان هندوها و مسلمانان شد و در دی ماه همان سال «سازمان جهانی هندوها» اعلام کرد که هندوها به هیچ قیمتی از ادامه عملیات ساختمانی معبد رام دست برنمی‌دارند.
با پیشنهاد دولت مرکزی، گفتگو میان رهبران هندو و مسلمانان دربارهٔ مسجد بابری آغاز شد، اما پس از قتل راجیو گاندی و پیروزی حزب بهارایتا جاناتا در ایالت اوتارپرادش، گفتگوها متوقف و سروزیر ایالت، سوگند خورد معبدی در محل مسجد بابری احداث کند.
در اوت ۱۹۹۲ م/ مرداد ۱۳۷۱ ش دولت ایالتی با تصرف تمام زمین‌های وقفی اطراف مسجد، به ساختن دیواری پیرامون آن اقدام کرد و دولت ناراسیمها رائو، نخست‌وزیر وقت، برای بررسی بحران مسجد بابری «اجلاس همبستگی ملی» تشکیل داد.

## تخریب مسجد
در ۶ دسامبر ۱۹۹۲ م/۱۵ آذر ۱۳۷۱ ش با وجود اقدامات دولتی برای تشکیل اجلاس همبستگی ملی، مسجد بابری مورد حمله تجمع سازمان‌یافته بیش از ۱۵۰٫۰۰۰ هندوی افراطی قرار گرفت. هرچند سازمان‌دهندگان تجمع تعهد داده بودند که به مسجد آسیبی نمی‌رسانند اما این بنای تاریخی را به کلی تخریب کردند. هندوهای افراطی در حالی مسجد را ویران کردند که حضور نیروی انتظامی محسوس نبود.
متعاقب این عمل ناآرامی‌های شدیدی شکل گرفت که از سال ۱۹۴۷ م و تقسیم هند که منجر به تشکیل کشور اسلامی پاکستان شد، در این کشور خشونت‌های مذهبی با این شدت، مشاهده نشده بود. تا کنون بیش از ۲۰۰۰ نفر در بسیاری از شهرهای هند از جمله بمبئی و دهلی در ناآرامی‌ها و درگیری‌های مربوط به این رویداد کشته شده‌اند که بیشتر آنان از مسلمانان بوده‌اند.
هندوهای افراطی معتقدند که مسجد بابری در محل زادگاه خدای آن‌ها راما و با ویران کردن معبد او بنا شده بود و برخی منابع قدیمی هندوها نیز از وجود معبدی در این نقطه حکایت می‌کرد. پس از تخریب در میان ویرانه‌های مسجد، کتیبهای به زبان سانسکریت و خط ناگاری که در سده‌های یازدهم و دوازدهم میلادی رایج بود همراه با بیش از ۲۶۰ شی قدیمی دیگر به دست آمد که تأییدی بود بر اینکه آن محل بخشی از معبد باستانی بوده است که مورد تأیید هیئتی از کتیبه‌شناسان، دانشمندان زبان سانسکریت، مورخان و باستان شناسان قرار گرفت.
بعدها پیروان جین نیز با توجه به اینکه این منطقه در میان پنج شهر بزرگ آیین جین و بودا قرار داشته و با استناد به کاوش‌هایی که به دستور دادگاه الله‌آباد انجام شد، مدعی شدند که مسجد بابری بر ویرانه‌های معبد جین ساخته شده است.
در پی رویدادهای پس از تخریب مسجد بابری، سروزیر ایالت اوتارپرادش استعفا داد. مسلمانان، ناراسیم‌ها رائو، نخست‌وزیر وقت را متهم به کوتاهی در پیشگیری از تخریب مسجد می‌کردند. او دولت و مجلس ایالت اوتارپرادش را منحل کرد و حتی سه دولت ایالتی هیماچال پرادش، راجستان و مادیا پرادش را که حزب بهاراتاجاناتا در آن‌ها حاکمیت داشت نیز به فرمان او منحل شد. در پی بازتاب گسترده داخلی و خارجی تخریب مسجد بابری، دولت رائو توانست مانع فعالیت سازمان‌های افراطی هندو شود و برای دو سال تعدادی از احزاب و سازمان‌های افراطی هندو و مسلمان را ممنوع اعلام کرد.
دیوان عالی هند از دولت مرکزی و دولت ایالت اوتارپرادش دربارهٔ بازسازی مسجد بابری و ساختمان معبد رام نظرخواهی کرد و همچنین خواستار آن شد تا مسئولانی که در ماجرای تخریب مسجد کوتاهی کرده‌اند تحت پیگرد قانونی قرار گرفته و ساختمان مسجد بی‌درنگ بازسازی شود.
در نوامبر سال ۱۹۹۴ م/آبان ۱۳۷۳ ش دادگاه عالی هند با درخواست هندوها مبنی بر ایجاد معبدی در کنار زمین مسجد مخالفت کرد. در سال ۲۰۰۱ م/ ۱۳۸۰ ش تنش‌ها در سالروز تخریب مسجد افزایش یافت و گروه ویشوا هندو پریشاد متعهد شد که معبد هندو را در این محل بازسازی می‌کند. آوریل سال ۲۰۰۲ م/۱۳۸۱ ش سه قاضی عالی‌رتبه در هندوستان دادگاهی را برای تعیین مالکیت این زمین تشکیل دادند.
در سپتامبر سال ۲۰۰۳ م/ دی ماه ۱۳۸۱ ش، دادگاهی هفت رهبر هندو را مسئول تخریب این مسجد دانست.

## بازتاب درگیری‌ها
اهمیت واقعه مسجد بابری و درگیری‌های خونین میان مسلمانان و هندوها از مرزهای هند فراتر رفت و ابعاد جهانی به خود گرفت. کشورهای اسلامی همچون ایران، پاکستان، بنگلادش، مصر و همچنین سازمان کنفرانس اسلامی، از دولت هند خواستار حل و فصل مسئله و حفاظت از اماکن مذهبی و جان و مال مسلمانان شدند.
طی دو دهه گذشته آشوب و درگیری‌های ناشی از تخریب مسجد بابری، بر روند تحولات اقتصادی هند تا حدی تأثیر نامطلوبی گذاشته و نظام معاملاتی کشور را دچار خسارت کرده است و همچنین توان زیادی از نیروهای انتظامی و قوای مسلح هند را به خود مشغول داشته است.

## کاوش‌های باستان‌شناسی
در ژانویه سال ۲۰۰۳ م/ دی ماه ۱۳۸۱ ش، باستان‌شناسان تحقیقاتی را به دستور دادگاه برای یافتن حقیقت این امر که آیا معبدی در این محل وجود داشته آغاز کردند.
کاوش‌های باستان‌شناسان در سازمان بررسی باستان‌شناسی هند (ASI) در سال ۲۰۰۳/ ۱۳۸۱ ش، و همچنین کاوش‌های مشابه در سال‌های ۱۹۷۰، ۱۹۹۲ که در داخل و اطراف محل‌های مورد اختلاف صورت گرفت نشان دادند که مجتمع بزرگ هندو در آن مکان وجود داشته است. در سال ۲۰۰۳ سازمان بررسی باستان‌شناسی هند به دستور دادگاه، برای انجام مطالعه بیشتر کاوش‌های عمیق‌تری انجام داد تا در مورد نوع ساختار بنای بدست آمده در زیر آوار مسجد تحقیق کند. گزارش این سازمان قطعیت وجود یک معبد در زیر مسجد را تأیید کرد. به گفته محققان این سازمان آن‌ها «ویژگی‌های مشخص در ارتباط با… معابد شمال هند» کشف کرده‌اند. همچنین «سنگ و آجر تزئین شده و نیز مجسمه ناقصی از بت‌های هندو، نقش لوتوس، ۵۰ پایه ستون در ارتباط با بنایی عظیم و عناصر دیگری از معماری هندو» به دست آوردند. مسلمانان نظر سازمان بررسی باستان‌شناسی هند را قبول نکرده آن را مشکوک دانسته و شواهد را جعلی شمردند و تخصص کارشناسان را زیر سؤال بردند.

## طولانی‌ترین تحقیق تاریخ هند
در ژوئن ۲۰۰۹ م/خرداد ۱۳۸۸ ش نیز «کمیسیون لیبرهان» که از ۱۶ دسامبر ۱۹۹۲ تشکیل شده بود تا دربارهٔ رویدادهایی که به تخریب مسجد منتهی شد تحقیق کند، گزارش خود را پس از نزدیک به ۱۷ سال تحقیق و بررسی به مانموهان سینگ نخست‌وزیر هند ارائه کرد. این طولانی‌ترین تحقیق تاریخ هند است که در دوران دولت‌های مختلف هند انجام شده است. هرچند نتایج این گزارش اعلام نشد اما مطالب درز کرده به رسانه‌های خبری حاکی بود که این گزارش اعضای بلندپایه دولت هند و ملی گرایان هندو را برای تخریب مسجد سرزنش کرده است.

## رای نهایی دادگاه
در سپتامبر ۲۰۱۰ م / شهریور ۱۳۸۹ ش در پی شکایت مسلمانان شاخه لکنهو، دادگاه عالی الله‌آباد، حکمی صادر کرد مبنی بر اینکه زمین محوطه مسجد بابری بین هندوها و مسلمانان تقسیم شود. بر اساس این حکم مجموعه زمین‌های مسجد بابری به سه بخش تقسیم شده است که یک بخش برای معبد هندوها و برای بت‌های «رام لالا» که در آن محل نصب است، یک بخش در مالکیت هندوهای «اننموهی آکارا» که هم‌اکنون نیز آن را در دست دارند و بخش سوم به مالکیت مسلمانان برای ساخت دوباره مسجد بابری اختصاص داده شده است. این دادگاه با اشاره به سابقه وجود معبد در این مکان و تخریب و ساخت مسجد بابری در دوران‌های بعد و با مد نظر قرار دادن عقیده مسلمانان نسبت به عدم امکان ساخت بنایی دیگر به جای مسجد، حکم فوق را صادر کرده است. از سه قاضی این دادگاه یک نفر مسلمان و دو نفر هندو بودند، که در جمع‌بندی آرا، قاضی مسلمان و یکی از دو قاضی هندو به تقسیم مکان مسجد رأی دادند و یکی از قضات نیز خواهان این بود که این مکان در اختیار هندوها قرار گیرد که در نهایت نظر اکثریت به عنوان رأی دادگاه اعلام گردید.
برخی سازمان‌های هندویی از حکم این دادگاه استقبال کردند ولی سازمان‌های مسلمانان به آن اعتراض کرده و در دیوان عالی هند در دهلی تقاضای فرجام کرده‌اند.

### آخرین تصمیم دادگاه
در ۱۸ آبان ۱۳۹۸، دادگاه عالی هند تصمیم دادگاه الله‌آباد (که در سال ۲۰۱۰ اتخاذ شده و زمین را بین مسلمانان و هندوها تقسیم شده بود) را لغو کرده و به صراحت اعلام کرد این مسجد در محل یک معبد بنا شده بود و مسلمانان حقی در آن ندارند.
دادگاه عالی هند در حکم خود اعلام کرده است به مسلمانان مقدار مشابهی زمین در جای دیگری داده خواهد شد تا مسجد خود را در آنجا بسازند.